# Hatari!
Hatari! é um filme estadunidense de aventura e comédia de 1962, dirigido por Howard Hawks e com elenco internacional, liderado por John Wayne. O título significa "Perigo!" em língua suaíli.
O filme teve locações na Tanzânia com muitas cenas realizadas nas proximidades da cidade de Arusha, num rancho para caçadores, de propriedade de um dos atores do filme, o alemão Hardy Krüger. Red Buttons se destaca nas inúmeras cenas de humor, que se intercalam com as tensas correrias motorizadas pela savana, atrás dos animais em disparada. 
Hatari! conta na trilha sonora com  a memorável canção de Henry Mancini, Baby Elephant Walk (no Brasil: "O Passo do Elefantinho").

## Elenco Principal
- John Wayne...Sean Mercer
- Elsa Martinelli...Anna Maria D'Allessandro, apelidada de “Dallas”
- Hardy Krüger...Kurt Müller
- Gérard Blain...“Chips” Chalmoy
- Michèle Girardon...“Brandy” de la Corte
- Red Buttons...“Pockets”
- Bruce Cabot...Índio (Pequeno Lobo)
- Valentin De Vargas...Luis Francisco Garcia Lopez
- Eduard Franz...Doutor Sanderson
- Queenie Leonard... enfermeira (sem créditos, cenas cortadas)

## Sinopse
Sean Mercer lidera um grupo internacional de caçadores que se encontra na África no período de três meses em que essa prática está liberada. Sua intenção é capturar um grande número de animais selvagens para atender encomendas de zoológicos do mundo todo. Logo no início eles tentam capturar um rinoceronte, mas a empreitada é mal-sucedida e um dos caçadores, o "Índio" (Bruce Cabot), é ferido. No seu lugar é recrutado um jovem atirador francês. Além desses riscos, Sean fica contrariado quando chega uma mulher no acampamento, a fotógrafa italiana "Dallas" (Elsa Martinelli), contratada pelo zoológico de Los Angeles para documentar a captura dos animais. Dallas se mostra à vontade no lugar, e se torna conhecida dos nativos por "Momma Tembo" (Mãe dos Elefantes), por acolher alguns filhotes elefantes órfãos, que tumultuam ainda mais a vida no acampamento.